# Кім Міндже (футболіст)
Кім Міндже (кор. 김민재, нар. 15 листопада 1996, Тхонйон) — південнокорейський футболіст, центральний захисник німецької «Баварії» та національної збірної Південної Кореї.

## Клубна кар'єра
Народився 15 листопада 1996 року в місті Тхонйон. Грав у футбол у Університеті Йонсей, але на другому курсі влітку 2016 року вирішив покинути навчання.
1 липня 2016 року став гравцем клубу «Кьонджу КГНП» з Національної ліги Кореї, третього за рівнем дивізіону країни, де до кінця сезону взяв участь у 17 матчах чемпіонату.
У грудні 2016 року перейшов у клуб вищого дивізіону «Чонбук Хьонде Моторс», з яким став чемпіоном Південної Кореї у 2017 і 2018 роках. За два роки відіграв за команду з міста Чонджу 52 матчі в національному чемпіонаті.
У січні 2019 року перебрався до китайського «Бейцзін Гоань». Після низки успішних ігор за національну команду пов'язувався з трансфером до клубів з провідних європейських чемпіонатів, утім продовжував грати в Китаї до серпня 2021 року, коли за 3 мільйони євро перейшов до турецького «Фенербахче», з яким уклав чотирирічний контракт.
Протягом року був основним центральним захисником стамбульської команди, після чого влітку 2022 року за орієнтовні 18 мільйонів євро перебрався до італійського «Наполі», де був покликаний замінити Каліду Кулібалі, що саме перейшов до англійського «Челсі».
18 липня 2023 року клуб Бундесліги «Баварія» оголосив, що підписав з Кімом угоду до 30 червня 2028 року. Як повідомляється, «Баварія» застосувала пункт про відступні в контракті Кіма з «Наполі», заплативши 50 мільйонів євро, і таким чином Кім став найдорожчим азійським футболістом в історії, перевищивши трансферну вартість Сьоя Накадзіми в 35 мільйонів євро. Він став другим південнокорейським гравцем, який підписав контракт з клубом, першим був Чон Ву Йонг.. 
17 грудня 2023 року відзначився дебютним голом за «Баварію» в матчі Бундесліги проти «Штутгарта».

## Виступи за збірні
Протягом 2014—2018 років залучався до складу молодіжної збірної Південної Кореї. На молодіжному рівні зіграв у 10 офіційних матчах. З командою до 23 років виграв футбольний турнір на Азійських іграх 2018 року.
31 серпня 2017 року дебютував в офіційних іграх у складі національної збірної Південної Кореї в матчі відбору на чемпіонат світу 2018 року проти Ірану (0:0).
У складі збірної був учасником кубка Азії з футболу 2019 року в ОАЕ. У другому матчі групового етапу проти Киргизстану (1:0) забив єдиний гол у матчі, принісши перемогу своїй команді та вихід в плей-оф.
| Дата       | Місто    | Господарі         | Результат  | Гості          | Турнір                        | Голи | Примітки |
| ---------- | -------- | ----------------- | ---------- | -------------- | ----------------------------- | ---- | -------- |
| 31-8-2017  | Сеул     | Південна Корея    | 0 – 0      | Іран           | Відбір до ЧС 2018             | -    | 84'      |
| 5-9-2017   | Ташкент  | Узбекистан        | 0 – 0      | Південна Корея | Відбір до ЧС 2018             | -    |          |
| 27-1-2018  | Аксу     | Південна Корея    | 1 – 0      | Молдова        | товариський матч              | -    |          |
| 30-1-2018  | Аксу     | Південна Корея    | 2 – 2      | Ямайка         | товариський матч              | -    | 82'      |
| 3-2-2018   | Аксу     | Південна Корея    | 1 – 0      | Латвія         | товариський матч              | -    |          |
| 24-3-2018  | Белфаст  | Північна Ірландія | 2 – 1      | Південна Корея | товариський матч              | -    |          |
| 27-3-2018  | Хожув    | Польща            | 3 – 2      | Південна Корея | товариський матч              | -    | 38'      |
| 7-9-2018   | Коян     | Південна Корея    | 2 – 0      | Коста-Рика     | товариський матч              | -    | 46'      |
| 12-10-2018 | Сеул     | Південна Корея    | 2 – 1      | Уругвай        | товариський матч              | -    | 78'      |
| 16-10-2018 | Чхонан   | Південна Корея    | 2 – 2      | Панама         | товариський матч              | -    | 78'      |
| 17-11-2018 | Брисбен  | Австралія         | 1 – 1      | Південна Корея | товариський матч              | -    | 85'      |
| 31-12-2018 | Абу-Дабі | Саудівська Аравія | 0 – 0      | Південна Корея | товариський матч              | -    |          |
| 07-01-2019 | Дубай    | Південна Корея    | 1 – 0      | Філіппіни      | Кубок Азії 2019 - 1-й етап    | -    |          |
| 11-01-2019 | Аль-Айн  | Киргизстан        | 0 – 1      | Південна Корея | Кубок Азії 2019 - 1-й етап    | 1    |          |
| 16-1-2019  | Абу-Дабі | Південна Корея    | 2 – 0      | КНР            | Кубок Азії 2019 - 1-й етап    | 1    |          |
| 22-1-2019  | Дубай    | Південна Корея    | 2 – 1 д.ч. | Бахрейн        | Кубок Азії 2019 - 1/8 фіналу  | -    |          |
| 25-1-2019  | Абу-Дабі | Південна Корея    | 0 – 1      | Катар          | Кубок Азії 2019 - чвертьфінал | -    | 9'       |
| 22-3-2019  | Ульсан   | Південна Корея    | 1 – 0      | Болівія        | товариський матч              | -    |          |
| 26-3-2019  | Сеул     | Південна Корея    | 2 – 1      | Колумбія       | товариський матч              | -    |          |
| 6-6-2019   | Пусан    | Південна Корея    | 1 – 0      | Австралія      | товариський матч              | -    |          |
| 11-6-2019  | Сеул     | Південна Корея    | 1 – 1      | Іран           | товариський матч              | -    |          |
| 5-9-2019   | Стамбул  | Південна Корея    | 2 – 2      | Грузія         | товариський матч              | -    |          |
| 10-9-2019  | Ашгабат  | Туркменістан      | 0 – 2      | Південна Корея | Відбір до ЧС 2022             | -    |          |
| 10-10-2019 | Хвасон   | Південна Корея    | 8 – 0      | Шрі-Ланка      | Відбір до ЧС 2022             | -    | 60'      |
| 15-10-2019 | Пхеньян  | Північна Корея    | 0 – 0      | Південна Корея | Відбір до ЧС 2022             | -    | 62'      |
| 14-11-2019 | Бейрут   | Ліван             | 0 – 0      | Південна Корея | Відбір до ЧС 2022             | -    |          |
| 19-11-2019 | Абу-Дабі | Бразилія          | 3 – 0      | Південна Корея | товариський матч              | -    |          |
| 11-12-2019 | Пусан    | Південна Корея    | 2 – 0      | Гонконг        | Кубок Східної Азії 2019       | -    |          |
| 15-12-2019 | Пусан    | Південна Корея    | 1 – 0      | КНР            | Кубок Східної Азії 2019       | 1    |          |
| 18-12-2019 | Пусан    | Південна Корея    | 1 – 0      | Японія         | Кубок Східної Азії 2019       | -    |          |
| 5-6-2021   | Коян     | Південна Корея    | 5 – 0      | Туркменістан   | Відбір до ЧС 2022             | -    | 84'      |
| 9-6-2021   | Коян     | Південна Корея    | 5 – 0      | Шрі-Ланка      | Відбір до ЧС 2022             | -    | 46' 83'  |
| 2-9-2021   | Сеул     | Південна Корея    | 0 – 0      | Ірак           | Відбір до ЧС 2022             | -    |          |
| 7-9-2021   | Сувон    | Південна Корея    | 1 – 0      | Ліван          | Відбір до ЧС 2022             | -    |          |
| 7-10-2021  | Сеул     | Південна Корея    | 2 – 1      | Сирія          | Відбір до ЧС 2022             | -    |          |
| 12-10-2021 | Тегеран  | Іран              | 1 – 1      | Південна Корея | Відбір до ЧС 2022             | -    |          |
| 11-11-2021 | Коян     | Південна Корея    | 1 – 0      | ОАЕ            | Відбір до ЧС 2022             | -    | 81'      |
| 16-11-2021 | Доха     | Ірак              | 0 – 3      | Південна Корея | Відбір до ЧС 2022             | -    |          |
| 27-1-2022  | Сайда    | Ліван             | 0 – 1      | Південна Корея | Відбір до ЧС 2022             | -    |          |
| 1-2-2022   | Дубай    | Сирія             | 0 – 2      | Південна Корея | Відбір до ЧС 2022             | -    |          |
| 24-3-2022  | Сеул     | Південна Корея    | 2 – 0      | Іран           | Відбір до ЧС 2022             | -    | 79'      |
| 29-3-2022  | Дубай    | ОАЕ               | 1 – 0      | Південна Корея | Відбір до ЧС 2022             | -    | 90+2'    |
| Усього     |          | Матчів            | 42         |                | Голів                         | 3    |          |

## Досягнення
- Чемпіон Південної Кореї (2):

«Чонбук Хьонде Моторс»: 2017, 2018
- Чемпіон Італії (1):

«Наполі»: 2022–23
- Чемпіон Німеччини (1):

«Баварія»: 2024-25
- Володар Суперкубка Німеччини (1):

«Баварія»: 2025
Збірні
- Переможець Азійських ігор: 2018
- Переможець Кубка Східної Азії: 2019

### Індивідуальні
- Найкращий молодий гравець року в К-Лізі: 2017
- У символічній збірній К-Ліги: 2017, 2018